# Archizelmiridae
Archizelmiridae — вимерла родина двокрилих комах. Описана по скам'янілості Archizelmira kazachstanica в 1962 році, що знайдена в горах Каратау в Казахстані. Датується верхнім юрським періодом до середини крейдяного періоду.

## Класифікація
Відомо 3 роди:
- Archizelmira — Казахстан, Монголія, Нью-Джерсі (США)
- Burmazelmira — М'янма
- Zelmiarcha — Ліван[2]